# MTOR
mTOR（日本ではエムトールと呼ばれることもあるが、正しくはエムトアまたはエムトーである）は哺乳類などの動物で細胞内シグナル伝達に関与するタンパク質キナーゼ（セリン・スレオニンキナーゼ）の一種。酵母を用いたスクリーニングでラパマイシンの標的分子として発見されたため、TOR (target of rapamycin)つまり「ラパマイシン標的タンパク質」の略として命名された（TOR1、TOR2の2種類がある）。後に哺乳類のホモログが見出され、同定した研究者らによりFRAP1、RAFT1などと命名されたが、一般にはmTOR (mammalian TOR：哺乳類のTOR)との呼称が普及した。その後、様々な生物種でTORホモログが広く同定されたのを受け、HUGO遺伝子命名法委員会 (HGNC)は2009年に本遺伝子の公式名をMTOR（mechanistic target of rapamycin）に決定した。なお、HGNCによる公式名称では、Mはmechanistic（物理的、機械的、機構的）の略であり、当初一般的であったmammalian（哺乳類の）ではない。
mTORは、複数のタンパク質による複合体(complex)を形成し、複合体はmTORCと呼ばれる。インスリンや他の成長因子、栄養・エネルギー状態、酸化還元状態など細胞内外の環境情報を統合し、転写、翻訳等を通じて、それらに応じた細胞のサイズ、分裂、生存などの調節に中心的な役割を果たすと考えられている。インスリンやアミノ酸が豊富に存在するとｍTORは活性化され、リボソームにおけるmRNAの翻訳を促進しタンパク質合成を増加させるとともに、オートファジーを阻害しタンパク質の分解を抑制する。
酵母そのものも栄養状態等に応じた調節機能を果たすが、詳細な作用機序は異なる。さらに多くの真核生物でホモログが知られるが、これらの作用機序も必ずしも同じではない。語源となっているラパマイシンは、まずFKBP12タンパク質に結合し、このタンパク質複合体がmTORに結合してこれを阻害する。mTORは2種類の分子複合体（ラパマイシン感受性および非感受性）を形成し、それぞれにおいて触媒（mTORキナーゼ）サブユニットとして働く。

## mTORC1
mTOR複合体1（mTORC1）はmTOR、mLST8/GβL（mammalian LST8/G-protein β-subunit like protein）、Raptor（regulatory associated protein of mTOR）およびPRAS40とDEPTORからなる。この複合体は、栄養・エネルギー・酸化還元状態に関する情報により、リボソームの生産とタンパク質生合成を促進し、タンパク質分解を抑え細胞成長を促す。mTORC1はラパマイシンにより阻害され、また低栄養状態、成長因子の不足、還元ストレス等の刺激により抑制される。これらの刺激があるとmTORとRaptorの相互作用が弱くなりmTORキナーゼが活性化される。逆にこれらがなくなると相互作用が強まることにより、mTORキナーゼは不活性化される。mTORC1の重要な標的にはp70-S6キナーゼ1 (S6K1)や4E-BP1（真核生物翻訳開始因子4E[eIF4E]結合タンパク質1）がある。mTORC1はS6K1をリン酸化し、これにより活性化されたS6K1はS6リボソームタンパク質や他の翻訳関係成分の活性化を通じてタンパク質合成を開始させる。また、リン酸化されていない4E-BP1はeIF4Eに結合し、これが5'キャップ構造を持つmRNAに結合するのを妨げでいるが、mTORC1が4E-BP1をリン酸化すると、eIF4Eの機能が回復する。

## mTORC2
mTOR複合体2（mTORC2）は主にmTOR、GβL、Rictor（rapamycin-insensitive companion of mTOR）、およびmSIN1（mammalian stress-activated protein kinase interacting protein 1）からなる。mTORC2も成長因子や栄養状態により調節を受けるが、ラパマイシンによる阻害は受けない。一方で、長時間のラパマイシン処理によって阻害されることが報告されている。TORC2は細胞の増殖や生存の調節に重要なセリン・スレオニンキナーゼであるAkt（別名タンパク質キナーゼB［PKB］）をリン酸化し、これによりAktの別位置のリン酸化が促進され、Aktは完全に活性化される。mTORC2は細胞骨格の調節にも関与する。

## 創薬ターゲットとしてのmTOR
mTORは、細胞の栄養状態を反映し、蛋白合成、細胞増殖、血管新生、免疫などを制御する。mTOR阻害剤は、ステントの再狭窄防止、抗癌剤、免疫抑制剤として実用化されている。
- エベロリムスは、臓器移植後の免疫抑制剤、腎細胞癌、乳癌、結節性硬化症における脳の巨細胞性星細胞腫と腎臓における血管筋脂肪腫の治療薬として認可されている。また冠動脈ステントの再狭窄防止剤として用いられている。
- シロリムス, テムシロリムス, ゾタロリムスなども臨床応用されている。

## 文献
1. 1 2 3 4  Bruce Alberts, Alexander Johnson et al. (2010). 細胞の分子生物学 (5 ed.). 株式会社ニュートンプレス. pp. 934-935. ISBN 978-4-315-51867-2
2. ↑  岡部進. “mTOR 阻害薬を用いた癌治療”.   日本薬理学会. 2016年11月17日閲覧。
3. ↑  Cafferkey et al.: Mol Cell Biol. 1993; 13(10), 6012-23. Dominant missense mutations in a novel yeast protein related to mammalian phosphatidylinositol 3-kinase and VPS34 abrogate rapamycin cytotoxicity.
4. ↑  Helliwell et al.: Mol Biol Cell. 1994; 5(1), 105-18. TOR1 and TOR2 are structurally and functionally similar but not identical phosphatidylinositol kinase homologues in yeast.
5. ↑  Sabers et al.: J Biol Chem. 1995; 270(2), 815-22. Isolation of a protein target of the FKBP12-rapamycin complex in mammalian cells.
6. ↑  水島昇 (2011-12-02). 細胞が自分を食べるオートファジーの謎. 株式会社PHP研究所. p. 194. ISBN 978-4-569-80071-4